# Bádice
Bádice – wieś i gmina (obec) w powiecie Nitra, w kraju nitrzańskim na Słowacji. Znajduje się na Nizinie Naddunajskiej, u zachodnich podnóży gór Trybecz. 